# 畳製作技能士
畳製作技能士（たたみせいさくぎのうし）とは、国家資格である技能検定制度の一種で、都道府県知事（問題作成等は中央職業能力開発協会、試験の実施等は都道府県職業能力開発協会）が実施する、畳製作に関する学科及び実技試験に合格した者をいう。
なお職業能力開発促進法により、畳製作技能士資格を持っていないものが畳製作技能士と称することは禁じられている。

## 級別
1級、2級の別がある。

## 実技作業試験内容（畳製作作業）
- 1級：手縫いによりへり付き板入れ畳(1枚)を製作し、試験台へ敷き込みを行った後、床の間畳(ござ)の製作及び取付けを行う。試験時間＝5時間30分
- 2級：手縫いによりへり付き素がまち畳(1枚)を製作し、試験台へ敷き込みを行う。試験時間＝2時間30分